# Crabbet Park Arabian Stud

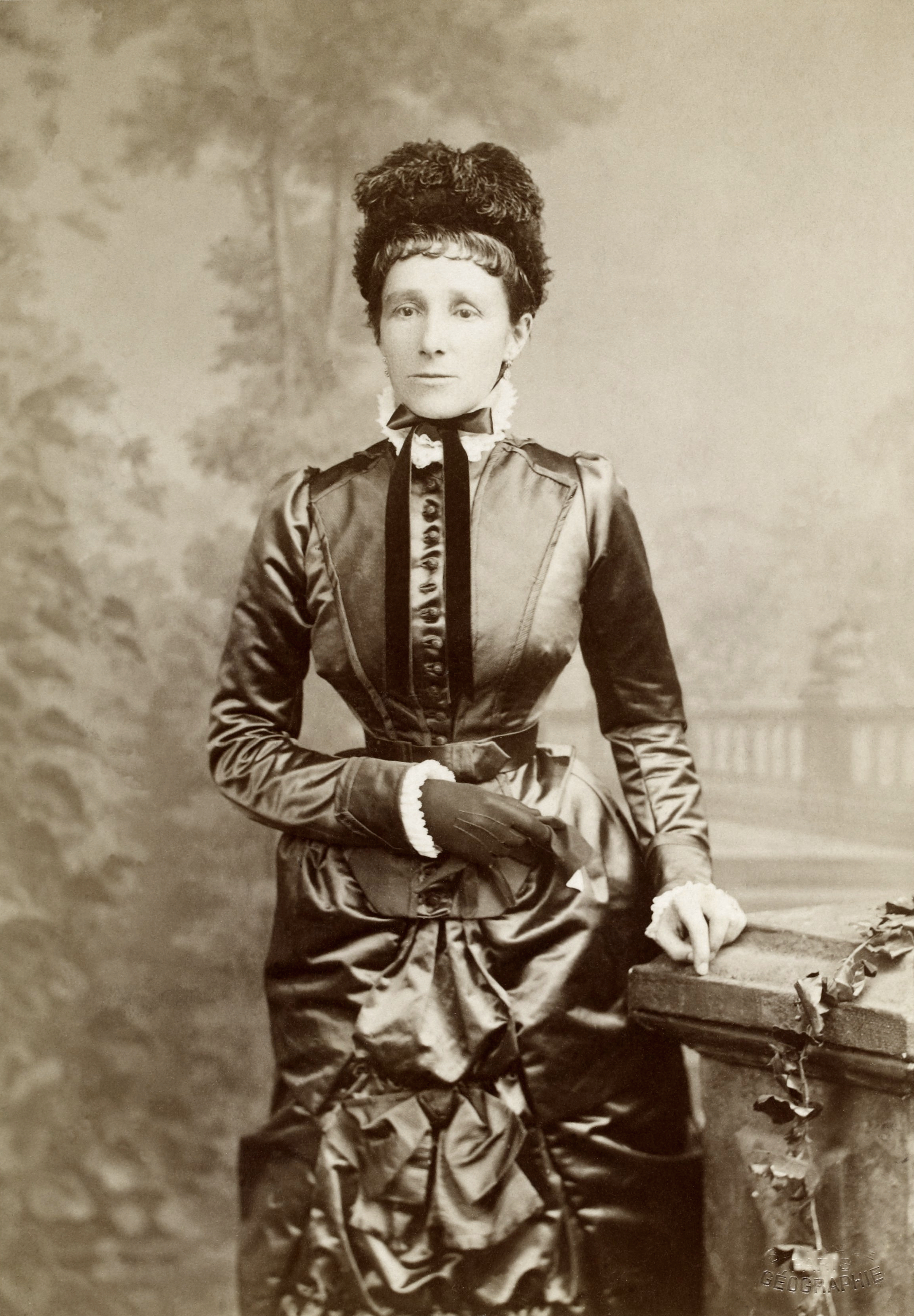
Lady Anne Blunt, 1883

Das Araber-Gestüt Crabbet Park Arabian Stud wurde Ende des 19. Jahrhunderts von Wilfrid Scawen Blunt und Anne Blunt, 15. Baroness Wentworth auf deren Anwesen in Sussex in der Nähe von Crawley gegründet.
Lady Anne Blunt und ihr Mann reisten in den 1870er/1880ern mehrmals nach Arabien, um dort Araberpferde zu kaufen. Ihr Gestüt gilt als eines der bedeutendsten in der Araberzucht. Eine große Zahl heutiger Reinzucht-Araber haben einen Crabbet-Vorfahren. Pferde aus diesem Gestüt waren unter anderem Azrek, Dajania, Queen of Sheba, Rodania, Mesaoud und Sotamm, ein 1910 geborener, brauner Hengst, unter dessen Nachkommen Nazeer ist.
Lady Wentworth setzte auf ihrem Gestüt Crabbet Park Skowronek als Deckhengst ein. Er wurde oft bei Töchtern und Enkelinnen des Hengstes Mesaoud – ebenfalls ein Deckhengst auf Crabbet Park – eingesetzt und brachte eine Vielzahl von Nachkommen, die den Zuchtbestrebungen von Lady Wentworth nach großrahmigeren Pferden mit arabischem Typ und Eleganz nachkamen.